# 佐伯建設
株式会社佐伯建設（さいきけんせつ）は、大分県大分市に本社を置く総合建設会社（ゼネコン）である。

## 概要
完成工事高で九州第８位（建設通信新聞23年10月-24年9月決算業績調べ）、大分県第２位※の総合建設会社（ゼネコン）である（※令和７年３月現在）。
大分市中心部に本社を置き、北九州、福岡、熊本に支社・支店を、大分県内では、鶴崎、佐賀関に出張所を有する。すべて自社ビルを構え、地域に根差した営業を展開している。
建築・土木工事の施工、建築設計、不動産事業を展開、売上の７割が建築工事、２割が土木工事、リフォーム事業が１割という構成である。
建築工事は多種多様の建物を施工する技術を有しており、公共施設、医療福祉施設、社寺伝統建築まで取り扱い、また、アフターサービス・リフォームの専門部署「お客様サポート推進室」を構え、引渡後の顧客対応力により他社との差別化を図っている。
土木工事は大分県内の公共工事を主に施工している。造成、道路、橋梁、河川、港湾等を数多く手掛けている。
不動産事業では、社有不動産に賃貸マンション「フローラ」シリーズを４棟建設。テナントビル・事業用地・駐車場等の賃料で、収益の安定化も図っている。
大分トリニータのアドボード・スポンサーでもある。

## 沿革
1959年（昭和34年）4月に、全国規模の中堅ゼネコンであった佐伯建設工業株式会社の九州支店が独立して設立されたという沿革を持つ。したがって、社名の「佐伯」は大分県佐伯市とは無関係である。
創始者佐伯與之吉は辰野金吾の辰野・片岡建築事務所で働き、1913年（大正2年）に竣工した大分市中心部のシンボル的建築物である二十三銀行本店（大分銀行旧本店、現赤レンガ館）では現場主任を務めた。1917年（大正6年）に独立して大阪市で佐伯建築事務所を興すと、二十三銀行本店の施工で縁のあった大分市には九州の拠点として営業所が置かれた。これが後に佐伯建設工業の大分支店、九州支店となり、現在の佐伯建設へとつながることになる。

### 年表
- 1917年（大正 6年）4月 - 佐伯建築事務所として創業、同時に大分出張所を開設。
- 1925年（大正14年）7月 - 佐伯建築事務所が株式会社佐伯組に改称（設立資本金50万円）。
- 1941年（昭和16年）5月 - 小倉出張所（現佐伯建設北九州支店）新設。
- 1947年（昭和22年）8月 - 大分出張所が大分支店に昇格。
- 1948年（昭和23年）7月
  - 株式会社佐伯組が株式会社佐伯建設工業に改称。
  - 熊本出張所（現佐伯建設熊本支店）新設。
- 1953年（昭和28年）6月 - 大分支店が九州支店に昇格。
- 1959年（昭和34年）4月
  - 株式会社佐伯建設工業九州支店が、営業を受け継ぎ、株式会社佐伯建設として独立（設立資本金3000万円）。
  - 東京事務所（現東京支社）新設。
- 1961年（昭和36年）4月 - 福岡出張所（現福岡支社）新設。
- 1984年（昭和59年）4月 - 鹿児島営業所（現鹿児島支店）新設。
- 1994年（平成 6年）4月 - 大分銀行赤レンガ館改修工事がBELCA賞を受賞。
- 1997年（平成 9年）4月
  - 創業80周年記念式典開催。建築家磯崎新による講演会を企画。
  - 神社・仏閣建築に特化した社寺部、工法研究を行う商品技術開発室を発足。
- 1999年（平成11年）6月 - ISO 9000の認証取得。
- 2001年（平成13年）4月
  - 新社章制定。
  - 「裏波溶接用バッキング材を用いた接合部改良工法」特許取得。
- 2006年（平成18年）4月 -「コンクリート構造物の補強方法（SSアラミド工法）」特許取得。
- 2007年（平成19年）4月 - 創業90周年記念式典開催。

## 主な施工実績
- 宇佐神宮宝物館・参集殿
- 大分マリーンパレス水族館うみたまご
- 大分中央警察署
- 大分市美術館
- トキハ
- トキハわさだタウン
- トキハあけのアクロスタウン
- コンパルホール
- 大分市能楽堂
- 日田市庁舎
- 大分放送（OBS）本社
- 亀の井別荘湯の岳庵